# Somniosus
Somniosus és un gènere de taurons esqualiformes de la família Dalatiidae.

## Taxonomia
- Tauró de Groenlàndia (Somniosus microcephalus)
- Tauró dormilega del Pacífic (Somniosus pacificus)
- Gutxo dormidor (Somniosus rostratus)